# Emanuele (famiglia)
I Manuele o Emanuele sono una famiglia di origine reale, discendente dai Re di Castiglia, dimorante anticamente in Palermo e Salemi.
Il capostipite siciliano fu un Corrado Rodolfo, consigliere militare e familiare (fu nipote di Manuel settimogenito di Ferdinando III di Castiglia) di Re Pietro d'Aragona, nominato da lui il 24 dicembre 1282 uno dei sei cavalieri incaricati di scegliere il luogo ed il giorno del combattimento con re Carlo I d'Angiò. Il 17 febbraio 1283 fu nominato giustiziere di Girgenti ed il 22 febbraio 1287 fu investito della baronia di Millusio.
La famiglia dal 1283 è stata proprietaria di 25 feudi, i più importanti sono Fontana salsa, Ganzeria, Merca, Belforte, Villabianca e Villa di Mare. Il primo a fregiarsi del titolo di marchese di Villabianca fu Benedetto Emanuele, per concessione di Filippo IV di Spagna nel 1655. Un Coraldo fu insignito del Cingolo Militare nel 1285 e nel 1287 gli venne concesso il titolo di barone da Giacomo II di Aragona. Un Giovanni per il valore dimostrato nelle guerre contro i Turchi ebbe la concessione da Alfonso V d'Aragona della baronia calabrese di Sibari nel 1437. Un Francesco Maria fu autore dell'opera in cinque volumi Della Sicilia nobile.
Arma: Di rosso, al leone d'oro, tenente una bandieruola di argento crociata di rosso, con la bordatura composta di 12 pezzi alternati: d'argento al leone di rosso e di rosso alla mano d'aquila d'oro, tenente una spada d'argento. Motto: Signifer vis et clementiae.

## Palazzi e residenze
- Palazzo Emanuele a Partanna, edificato nella prima metà del XVIII secolo.
- Palazzo Emanuele a Castelvetrano, posto all'angolo tra Piazza Regina Margherita e via Bonsignore. 

## Stemma
Arma : di rosso, con un leone d'oro tenente colle zampe anteriori una bandiera d'argento caricata da una croce di rosso svolazzante a sinistra, accompagnata dal motto signifer vis et clementia, posto in orlo; e la bordura composta di argento e di rosso di 12 pezzi, caricato ciascun pezzo d'argento da un leone di rosso, e ciascun pezzo di rosso da una branca alata d'oro armata di spada d'argento alta in palo. Corona di marcbese ed elmo posto di fronte con lambrequini volanti di rosso d'argento e d'oro. Lo scudo accollato da 8 bandiere di alleanza: la prima a destra inquartata; nel 1° e 4° d'oro con due bande ondate d'azzurro; nel 2° e 3° d'azzurro, con im' aquila spiegata e coronata d'argento (che è Gaetani): la 2a d'oro con tre pali di nero (che è Alliata): la 3a d'oro a cinque foglie di fico di verde fibrate d'oro poste in croce di s. Andrea (che è Suarez de Figiceroa) : la 4a scaccheggiata d'argento e di nero, di sei file (che è Seripepoli): la 5a sinistra d'oro, con tre bande d'azzurro abbassate sotto d'una riga dello stesso, sormontata da un grifo di nero passante con la branca destra erta combattente (che è Grifeo): la 6a d'azzurro, con tre zampe alate di mezzo volo d'oro ordinate 2 e 1 , (che è Beccadelli): la 7a d'azzurro, con una fascia d'oro accompagnata da tre stelle dello stesso poste 2 al capo ed 1 in punta, (che è Diana) : la 8a di rosso, con un cane levriere rampante d'argento collarinato d'oro (che è Vanni).